# Bluey (serie de televisión)
Bluey es una serie animada infantil australiana para niños preescolares que se estrenó en ABC Kids el 1 de octubre de 2018. El programa fue creado por Joe Brumm con la compañía de producción, Ludo Studio. Fue comisionado por Australian Broadcasting Corporation y British Broadcasting Corporation, BBC Studios tiene los derechos de comercialización y distribución global.
La serie sigue a Bluey, una cachorrita de Blue Heeler de seis años que se caracteriza por su abundancia de energía, imaginación y curiosidad por el mundo. Ella vive con su padre Bandit, su madre Chilli y su hermana menor Bingo, con quien comparte aventuras en mundos imaginarios. Los demás personajes que aparecen representan a una raza de perro diferente. Los temas generales del programa son la familia, el crecimiento y la cultura australiana.
Bluey ha recibido una audiencia alta en Australia tanto en televisión abierta como en servicios de vídeos bajo demanda. El programa ganó un Premio Logie por ser el «programa de niños más destacado» de 2019 así como un Premio Internacional Emmy. Ha sido elogiado por críticos de televisión por representar la vida familiar cotidiana moderna, mensajes de crianza constructivos y el papel de Bandit como una figura paterna positiva. Bluey se renovó para una tercera temporada en octubre de 2020.

## Personajes
Las voces originales de los personajes infantiles son realizadas por los hijos del equipo de producción de programa y no están acreditadas.

### Principales
- Bluey Christine Heeler:[3] Es una cachorra de Blue Heeler de seis años, cumpliendo siete en la tercera temporada. Es una niña curiosa y enérgica. Le encanta divertirse con sus amigos y su familia, disfruta interpretando numerosos papeles y roles en sus juegos y le encanta fingir que es mayor. Bluey tiene muchos amigos, la mayoría de ellos vienen de su clase o son vecinos, pero también se ha hecho amiga de otros niños de su edad con quien se ha reunido por poco tiempo; como por ejemplo, la amistad que tuvo un verano con un labrador de origen francocanadiense llamado Jean-Luc, quien se convierte en uno de los amigos de Bluey aunque no lo vuelva a ver durante años. Entre sus demás amigos se encuentran Chloe, Indy, Coco, Rusty y Mackenzie. Entre sus juegos más recurrentes está el de ser "Las abuelitas" en donde actúa como una abuela llamada Janet la cual es una abuelita amable. Entre los saltos de historia tanto al pasado como al futuro, Bluey aparece como una bebé en "Baby Race", como una adolescente en "Camping", y como una mujer adulta en "Surprise!". En ese episodio, Bluey adulta tiene la voz de Geraldine Hakewill y se muestra como la madre de un niño sin nombre.
- Bingo Heeler: Es una cachorra Red Heeler y la hermana menor de Bluey. Bingo, que tiene cuatro años (más tarde cumplirá cinco), es enérgica, curiosa y juguetona, como su hermana, pero es bastante sensible. Su juguete favorito es un conejo de peluche llamado Floppy. Bingo va a la guardería, donde ha hecho muchos amigos, entre ellos una perrita maltesa llamada Lila, a la que considera su mejor amiga. Bingo muestra interés por los bichos, y se toma descansos en los juegos para observarlos. Una de sus personalidades más conocidas es la de una abuela llamada Rita, a la que se representa como una abuelita traviesa con problemas de audición.
- Bandit Heeler (voz de Dave McCormack):[4] Nacido el día 25 de octubre de 1978 y de nombre Bandit Custard Heeler. Es un Blue Heeler, marido de Chilli y padre de Bluey y Bingo, con las que disfruta jugar. Se toma en serio cualquier papel de los juegos ideados por sus hijas, y en más de una ocasión, no teme al ridículo al mantener esos juegos en público, a pesar de que a menudo se le ve reacio y poco dispuesto a participar en esa clase de juegos. A menudo Bandit le enseña lecciones de vida a sus hijas mientras juega con ellas. Trabaja como arqueólogo.[5] Según el episodio, "The Show", conoció a Chilli en Londres durante una cena y, antes de casarse, recorrieron varios países como mochileros, aunque según el episodio "Fairytale" la primera vez que se vieron Bandit y Chilli fue a los 10 años, durante unas vacaciones familiares. Bandit es considerado por muchos padres como una buena representación de paternidad positiva y la contraparte a personajes como Papá Cerdito de la serie preescolar Peppa Pig, el cual, a diferencia de Bandit, se muestra como alguien torpe y glotón aunque con buenas intenciones ante sus hijos.
- Chilli Heeler (voz de Melanie Zanetti):[6] Es una Red Heeler la cual es la madre de Bluey y Bingo y la esposa de Bandit. Ella trabaja a tiempo parcial como guardia de seguridad del aeropuerto.[5] Chilli es mucho más sensata y actúa como equilibrio del caos durante el juego de sus hijas. Sin embargo, Chilli puede unirse al caos cuando ella lo considere oportuno. Cuando no está jugando, Chilli es una madre cariñosa y reconfortante que quiere lo mejor para sus hijas. En el episodio "Baby Race", mientras criaba a Bluey, Chilli, al ver que Judo, la hija de Wendy, era la primera en sentarse por sí sola, se propuso inicialmente conseguir que Bluey caminara antes que Judo, pero fracasó, lo que le hizo creer que era una mala madre. Sin embargo, Bella, la madre de Coco, le dijo que lo estaba haciendo bien. Al final, Bluey aprendió a andar cuando intentaba abrazar a Chilli. Se da a entender (confirmado más tarde por Joe Brumm) que Chilli sufrió un aborto espontáneo antes que naciera Bluey[7] pero aún así quiere tener otro hijo y que su madre había muerto antes de los acontecimientos de la serie. Su pasatiempo favorito es practicar hockey junto a su cuñada y amiga Trixie. Su apellido de soltera es Cattle.

### Recurrentes
- Muffin Heeler: prima de tres años de Bluey y Bingo. En la temporada 3 tiene 4 años. Suele tener actitudes berrinchudas y egoístas. Es fanática de la caricatura "Cat Squad", la cual es una parodia de la caricatura para preescolares PAW Patrol. En la voz original se muestra que Muffin tiene algunos problemas para pronunciar ciertas palabras.
- Socks Heeler: es la hermana menor de un año de Muffin y prima más pequeña de Bluey y Bingo (es un varón en Europa y Asia). En los primeros episodios suele comportarse como una cachorrita en el mundo real y realizar acciones como ladrar y caminar en cuatro patas. Con el tiempo, al cumplir los dos años, Socks empieza a perder su comportamiento perruno mientras aprende a hablar y a caminar en dos patas.
- Chloe: Es una dálmata y la mejor amiga de Bluey. Su padre llamado Frank trabaja de arquitecto. Como dato curioso, el número de la casa en donde vive Chloe es la número 101, lo cual hace referencia a la película 101 dálmatas, ella también tiene un hermano bebé del cual se desconoce su nombre.
- Lucky: Es un labrador retriever enérgico, es vecino de Bluey, le encantan los deportes y jugar con su padre. Tiene un hermano menor llamado Chucky.
- Honey: Es una beagle pensativa que es amiga de Bluey, a veces es tímida y requiere estímulo para participar plenamente. Sus padres, Marcus y Daisy, trabajan con Bandit Heeler y provienen desde Inglaterra.
- Mackenzie Border Collie: Es un border collie proveniente de Nueva Zelanda el cual es amigo de Bluey. Es de carácter aventurero aunque suele tener ansiedad al estar solo. Mackenzie está inspirado en el personaje "Dog" de la tira cómica neozelandesa Footrot Flats.
- Coco: Es una caniche rosa y amiga de Bluey, a veces se impacienta cuando juega. Coco vive en una familia numerosa, con cinco hermanas y tres hermanos mayores que ella.
- Snickers: Es un perro salchicha amigo de Bluey, tiene interés por la ciencia. Debido a las patitas cortas propias de su raza, Snickers suele caerse sin querer mientras intenta sentarse en el suelo.
- Jack: Es un Jack Russell terrier con problemas de déficit de atención.[8] Es el mejor amigo de Rusty y tiene un marcado interés por la astronomía. Tiene una hermana menor llamada Lulu.
- Rusty: Es un kelpie rojo. El mejor amigo de Jack y primo campestre de Bluey. Tiene interés en las actividades militares debido a que su padre está en el ejército. En el futuro se convertirá en jugador de la selección de cricket australiana. Tiene un hermano mayor llamado Digger y una hermana menor llamada Dusty.
- Judo: Es una chow chow blanca, vecina de Bluey y única hija de Wendy. Suele ser algo egoísta y mandona en sus juegos pero por otro lado es amable y dulce.
- Indy: Es una lebrel afgano imaginativa y de habla libre. Debido a la dieta de su madre, no puede comer muchas clases de alimentos. Tiene una hermana bebé, la cual nació de forma prematura.
- Los Terriers: Son hermanos trillizos de raza schnauzer miniatura. Suelen jugar juntos los tres. Su mamá está interesada sentimentalmente en el papá de Winton.
- Winton: Es un bulldog inglés de actitud bufonesca, el cual suele poner caras y hacer ruidos raros. Su padre está divorciado, aunque en los últimos episodios se muestra interesado en la mamá de "Los Terriers". Su nombre proviene de la ciudad de Winton, la cual es la ciudad natal de Joe Brumm.
- Lila: Es una bichón maltesa la cual va en la misma clase preescolar de Bingo y es su mejor amiga. Es un tanto tímida y le cuesta hacer amigos
- Stripe Heeler: (voz de Dan Brumm):[9] Es el hermano menor de Radley y Bandit, marido de Trixie, padre de Muffin y Socks y tío de Bluey y Bingo, suele ser mucho más despreocupado en el cuidado de sus hijas a diferencia de su hermano Bandit. Como dato extra, su voz original, Dan Brumm, es también el editor de sonido de la serie y el hermano menor de Joe Brumm.
- Trixie Heeler: (voz de Myf Warhurst):[10] Es la esposa de Stripe, madre de Muffin y Socks y tía de Bluey y Bingo. Antes de casarse con Stripe, era amiga en común de Chilli y Frisky, la cual conoció por su práctica del hockey.
- Sra. Retriever: (voz de Ann Kerr): Es una golden retriever y maestra de preescolar de Bingo.
- Calypso (voz de Megan Washington):[10] Es una pastor ovejero australiano y maestra de la escuela de Bluey. Ella da una enseñanza a sus alumnos del tipo Waldof y suele ser la que coordina los juegos y lecciones.
- Pat (con la voz de Brad Elliot): Es un labrador retriever marido de Janelle y padre de Lucky y Chucky, que vive al lado de la familia de Bluey. Suele participar en ocasiones en los juegos y actividades con los Heeler. Pat ha admitido que viene de un origen campestre y que se crio en una granja en donde cultivaban sorjo.
- Janelle (Voz de Anna Daniels): Es una labrador retriever, esposa de Pat y madre de Lucky y Chucky. Proviene de Nueva Gales del Sur, lo cual genera cierta rivalidad con su marido y vecinos cuando se realiza el State of Origin de rugby entre los Blues de Nueva Gales del Sur y los Maroons de Queensland.
- Christine "Chris" Heeler (voz de Chris Brumm):[11] Es la madre de Stripe, Radley y Bandit y la abuela paterna de Bluey, Bingo, Muffin y Socks. Su voz original es de Christine Brumm, quien en la vida real es la madre de Joe y Dan Brumm.
- Bob Heeler (con la voz de Ian McFadyen): Es el padre de Stripe, Radley y Bandit y el abuelo paterno de Bluey, Bingo, Muffin y Socks. Estuvo desaparecido por un tiempo debido a un viaje a India.
- Radley "Rad" Heeler (con la voz de Patrick Brammall): Es el hermano mayor de Bandit y Stripe y tío de Bluey, Bingo, Muffin y Socks, un cruce entre Red y Blue Heeler, quien trabaja en una plataforma petrolera. Debido a su trabajo, era el único hermano soltero de los tres hasta que conoce a Frisky mientras estaba haciendo de niñero de Bluey y Bingo. En el episodio "The Sign", Radley se termina casando con ella y mudando definitivamente a Brisbane.
- Frisky (con la voz de Claudia O'Doherty): Es una cocker spaniel inglés, la mejor amiga de Chilli y la madrina de Bluey, que desarrolla una relación sentimental con Radley, convirtiéndose finalmente en su esposa.
- Mort Cattle (con la voz de Laurie Newman): Es el padre de Chilli y el abuelo materno de Bluey y Bingo, quien sirvió en el ejército cuando era joven, es de actitud algo tosca y agreste y le gusta vivir en el campo. Su esposa falleció hace varios años atrás.
- Brandy Cattle (Con la voz de Rose Byrne): Es la hermana mayor de Chilli y tía materna de Bluey y Bingo. Es una red heeler la cual está frustrada y triste debido a su dificultad para tener hijos, por esa razón suele envidiar a su hermana Chilli a tal punto que ha decidido alejarse de ella durante cuatro años, antes que naciera Bingo. En el episodio "The Sign" Brandy aparece finalmente embarazada.
- Wendy (con la voz de Beth Durack en los primeros episodios y de Emily Taheny en la actualidad): Es una chow chow y madre de Judo, que vive al lado de los Heeler, su carácter es refinado y elegante, lo cual genera ciertos conflictos con sus vecinos y, a menudo, se ve interrumpida o involucrada sin darse cuenta en sus juegos.

### Invitados
- Surfer (voz de Layne Beachley): Es una perra pastor de Shetland con una pasión por el surf y apareció en el episodio veintiséis de la primera temporada "La Playa".[10]
- Postie (voz de Anthony Field): un perro leopardo de Catahoula que trabaja como empleado de la oficina de correos. El apareció en el episodio treinta y seis de la segunda temporada "El Cartero".[12][8]
- Padres de Jack (voz de Zoë Foster Blake y Hamish Blake): son un par de Jack Russell Terriers que son los padres de Jack y Lulu (el hermano menor de Jack).[12][8] Ellos provienen de Victoria e ingresan a su hijo en la escuela de Calypso debido a su nuerodivergencia, que aparecieron en el episodio doce de la segunda temporada "Ejército".
- Alfie (voz de Robert Irwin): Es un Dingo adolescente el cual trabaja como asistente de servicio al cliente en la juguetería, y apareció en el episodio treinta y siete de la segunda temporada "El juego del silencio".[13]
- Bella / Mamá de Coco (voz de Leigh Sales): Es una caniche rosado y la madre de Coco, que es amiga de Chilli y Bandit.[14] Aparte de su hija, tiene ocho hijos más, y apareció en el episodio cincuenta de la segunda temporada "Carrera de bebés"
- Narradora de documental (voz de Natalie Portman): una narradora que narra un documental sobre las ballenas, que apareció en el episodio veintidós de la tercera temporada "Avistamiento de Ballenas".[15]
- Major Tom (Voz de Lin-Manuel Miranda): Es un caballo parlante que aparece para aconsejar a Indy y a Winton, que apareció en episodio veintiocho de la tercera temporada "Cuentos".[16]

## Desarrollo

### Concepción

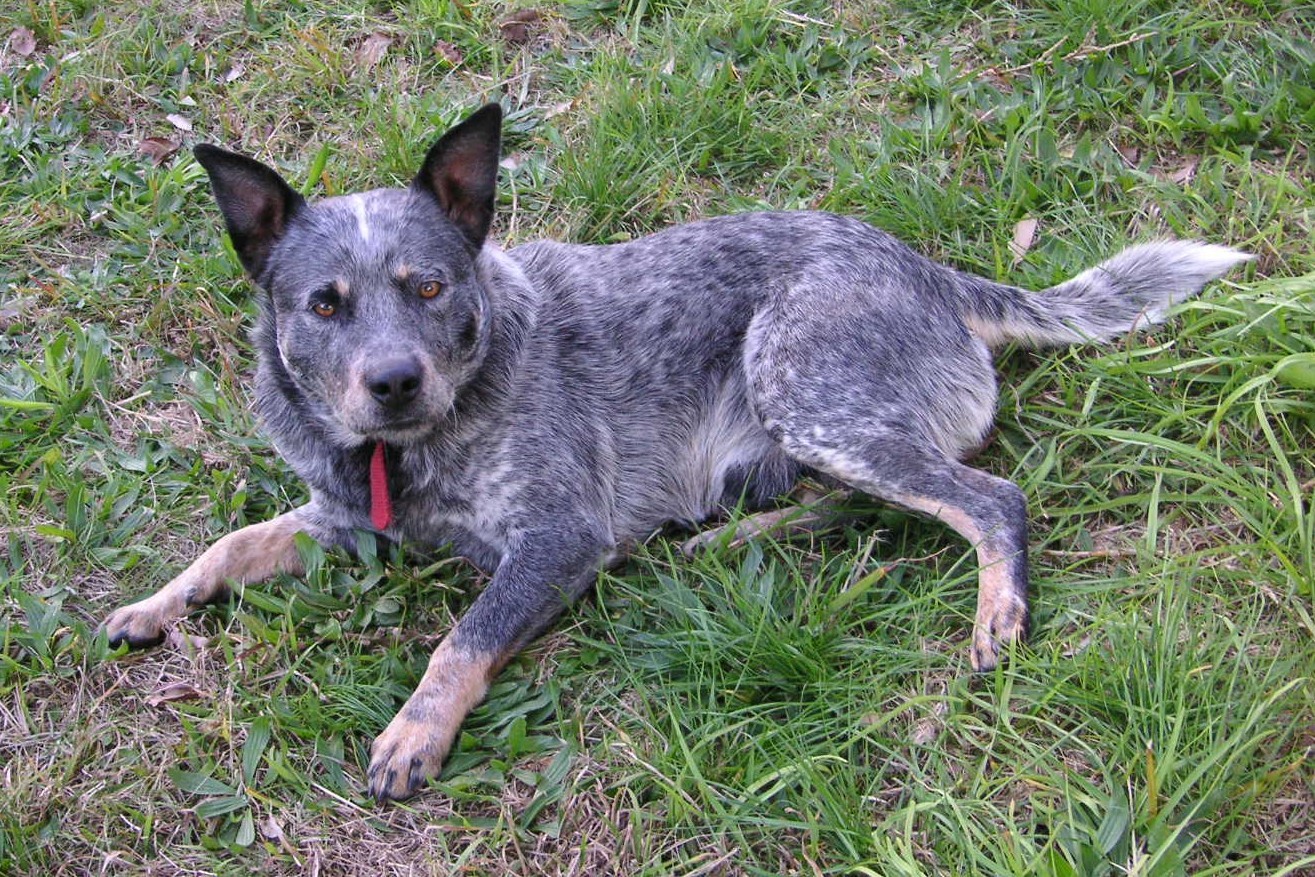
Un perro ganadero australiano, también conocido como «Blue Heeler», raza de la cual está basada el personaje de Bluey.

En julio de 2017, ABC y BBC encargaron Bluey, una serie animada para niños preescolares, para ser desarrollado por la compañía de producción de Queensland, Ludo Studio. La producción recibió financiación de Screen Australia y Screen Queensland, y el escenario de la serie se basó en el clima semitropical de Queensland. Creada por Joe Brumm, la serie se inspiró en su experiencia al criar a dos hijas. Brumm quería retratar la importancia de que los niños participaran en juegos imaginativos. Brumm había trabajado anteriormente en programas para niños en el Reino Unido como animador independiente y decidió crear Bluey como una réplica del programa Peppa Pig para una audiencia australiana. Concibió la idea de forma independiente en 2016 y produjo un piloto de un minuto a través de su empresa Studio Joho, con un pequeño equipo en su tiempo libre. Brumm se acercó a Ludo Studio para desarrollar la serie; los cofundadores Charlie Aspinwall y Daley Pearson presentaron un piloto de la misma en la conferencia MIPCOM. Pearson expresó que era difícil lanzar la serie porque no era de alto concepto, sino «un espectáculo sobre la familia y los juegos».
El estudio desarrolló una muestra de animación de cinco minutos que se presentó en el Asian Animation Summit en Brisbane en 2016, donde fue notada por los ejecutivos de ABC y BBC. Michael Carrington de ABC vio la presentación y aseguró USD 20 000 de financiamiento para que el estudio produjera un piloto de siete minutos. Las dos cadenas ordenaron oficialmente 52 episodios de siete minutos de Bluey, con BBC invirtiendo el 30 por ciento de los fondos y adquiriendo los derechos globales para distribución y merchandising. Se anunció el estreno del programa en Australia por medio de los canales ABC Kids y CBeebies.

## Transmisión
En junio de 2019, los derechos de transmisión internacional de Bluey fueron adquiridos por The Walt Disney Company, para distribuirse por el canal de televisión Disney Junior y el servicio de transmisión de vídeo Disney+ en todos los territorios (excepto Australia, Nueva Zelanda y China) desde finales 2019.  La serie se estrenó en Estados Unidos el 9 de septiembre de 2019 por Disney Junior, mientras que en Hispanoamérica lo hizo el 20 de junio de 2020. El 9 de junio de 2020 el show fue renovado para una segunda temporada que estrenó el 10 de julio de 2020.
|  | 1 | 52 | 1 de octubre de 2018    | 12 de diciembre de 2019 | ABC Kids | ABC Kids | ABC Kids | ABC Kids |
|  | 2 | 52 | 17 de marzo de 2020     | 4 de abril de 2021      |          |          |          |          |
|  | 3 | 50 | 5 de septiembre de 2021 | 21 de abril de 2024     |          |          |          |          |

## Recepción
Bluey ha disfrutado de una acogida crítica positiva. La serie recibió un sello de aprobación de Common Sense Media, y la crítica Emily Ashby elogió sus temas familiares y sociales positivos. Bluey fue elogiada por Philippa Chandler de The Guardian por su «guion nítido» y su descripción de la vida familiar cotidiana, al tiempo que comentó que su origen en Queensland la distingue de otras caricaturas de la televisión. Según una encuesta de The New York Times a sus lectores, Bluey fue catalogado como una de los programas favoritos de los niños y fue descrito como encantador, inteligente y muy real. Stephanie Convery de The Guardian calificó la serie de divertida y atribuyó su humor al «comportamiento peculiar» de los personajes infantiles. La serie fue incluida en la lista de mejores programas de la década de Junkee, en la que fue descrita como «una delicia absoluta».
La serie recibió elogios por sus mensajes de crianza constructivos y la descripción de Bandit Heeler como una figura paterna positiva. El personaje fue elogiado por su naturaleza paciente, su voluntad de hacer las tareas del hogar y jugar con sus hijos. Jennifer McClellan de USA Today describió a Bandit como «sarcástico y comprensivo». Ha sido recibido como «más inteligente emocionalmente» que el padre de Peppa Pig. Los reporteros de The Guardian escribieron que los mensajes del programa sobre la crianza de los hijos se alinean con la literatura publicada sobre el bienestar de los padres, señalando cómo el programa describe la importancia del juego y el aprendizaje de habilidades sociales en el desarrollo infantil. McClellan reconoció la dinámica familiar de los personajes; describió a Chilli como la «voz de la razón» y notó cómo Bluey y Bingo aprenden a navegar en su relación de hermanas. Convery comentó que las hermanas son representaciones precisas de los niños, y que los roles de los padres no se presentan como estereotipados de sus respectivos géneros. La serie también ha recibido elogios en línea por su representación de problemas de déficit de atención a través del personaje de Jack.
El sitio web de la serie fue criticado porque en la descripción del personaje de Chilli decía que su regreso al trabajo a tiempo parcial le impide ser una madre tan involucrada como otras madres, tras las críticas se modifico la descripción. ABC emitió una disculpa en agosto de 2020 por el uso del término «ooga booga» en algunos episodios de la serie que fue descrito como un término con «connotaciones raciales y una historia problemática para los australianos indígenas» en la queja de un espectador. La ABC afirmó que el término solo había sido pensado como «jerga con rimas irreverentes inventadas por niños», y mantuvieron su compromiso de abordar la discriminación.

### Audiencia
Bluey ha recibido una audiencia constantemente alta en ABC Kids en Australia, convirtiéndose en el programa para niños más visto en todos los canales en la televisión abierta en 2018 y 2019. La transmisión con mayor audiencia del programa fue el episodio final de la segunda temporada, «Easter», contando con 607 000 espectadores. Fue el programa más visto en todos los canales de señal abierta y el tercero más visto en general. En 2019 la serie fue el programa más visto a través del time shifting.
En marzo de 2019, se informó que Bluey se había convertido en el programa más descargado en la historia del servicio de video a pedido de ABC y el servicio de televisión ABC iview, con 21,3 millones de reproducciones de episodios en total. Un año después del estreno del programa, esta cifra había aumentado a 152 millones y, para mayo de 2020, se habían reproducido 261 millones de episodios de la primera serie. También se informó que la segunda serie había totalizado 43 millones de reproducciones de episodios en mayo. Para mayo de 2021, los episodios de ambas series habían generado más de 480 millones de reproducciones.

## Otros medios

### Libros
En abril de 2019,  BBC Studios se asoció con  Penguin Random House con un acuerdo para publicar tres libros de Bluey antes de finales de 2019. «The Beach», «Fruit Bat», y un libro de actividad de pegatinas titulado «Time to Play», fueron lanzados el 5 de noviembre de 2019. Los tres libros fueron reconocidos como los lanzamientos más vendidos en las listas semanales de libros australianos de noviembre de 2019, y habían vendido un total combinado de 350 000 copias hasta enero de 2020.  Las ventas combinadas de los primeros nueve libros alcanzaron 1 millón en junio de 2020. En septiembre de 2020, la asociación con Penguin Random House se amplió para incluir derechos de distribución global, lo que permitió que los libros se lanzaran en los Estados Unidos y el Reino Unido.

### Juguetes y promoción comercial
Moose Toys fue nombrado socio global de juguetes de Bluey en junio de 2019; la compañía anunció que los juguetes se lanzarían en Australia a fines de 2019 y más tarde en los Estados Unidos. Los peluches de Bluey y Bingo fueron lanzados en noviembre, y un juego de figuras de personajes fueron lanzados en diciembre del mismo año. El peluche de Bluey encabezó la lista de lanzamientos de Toys "R" Us en la Navidad de 2019, mientras que la demanda del peluche de Bingo superó la cantidad de juguetes que se suministraban a las tiendas. En diciembre, se habían vendido más de 100 000 juguetes de peluche en Australia. La línea de juguetes se lanzó en los Estados Unidos en junio de 2020.

### Espectáculo teatral
En noviembre de 2019, se anunció se estaba desarrollando un espectáculo teatral basado en Bluey. El espectáculo, titulado Bluey's Big Play, estuvo de gira en cincuenta teatros de Australia y protagonizado por los personajes de la serie. Inicialmente, la gira estaba programada para comenzar en mayo de 2020, pero se retrasó debido a restricciones relacionadas con la pandemia de COVID-19. Después de la flexibilización en las restricciones, se llevaron a cabo dos presentaciones preliminares en el Teatro de Canberra en enero de 2021, para posteriormente comenzar la gira en todo el país.

### Película
Antes del lanzamiento del episodio de larga duración "The Sign" en abril de 2024, Moor declaró que "no era el final para Bluey", mientras que Pearson expresó interés en crear un largometraje basado en la serie. En diciembre de 2024, BBC Studios y The Walt Disney Company anunciaron que Bluey: The Movie se estrenaría en cines en 2027 por la división de distribución de esta última, Walt Disney Studios Motion Pictures. El largometraje contará con el regreso del equipo y el reparto de voces de la serie, con Brumm retomando su papel como guionista y director. La película es una colaboración conjunta entre Disney, BBC Studios y Ludo Studio: con Disney gestionando los derechos de exhibición en cines y streaming, BBC Studios gestionando la financiación y las licencias, y Ludo Studio produciendo la película. La película continuará los acontecimientos de la serie. El estudio de animación australiano Cosmic Dino Studio proporcionará la animación por computadora.